# Coppa Agostoni 1957
La Coppa Agostoni 1957, dodicesima edizione della corsa, si svolse il 16 ottobre 1957 su un percorso di 195 km. La vittoria fu appannaggio dell'italiano Carlo Zorzoli, che completò il percorso in 4h52'24", precedendo i connazionali Gabriele Scappini e Aurelio Cestari.

## Ordine d'arrivo (Top 10)
| Pos. | Corridore          | Squadra        | Tempo    |
| ---- | ------------------ | -------------- | -------- |
| 1    | Carlo Zorzoli      | -              | 4h52'24" |
| 2    | Gabriele Scappini  | Faema          | s.t.     |
| 3    | Aurelio Cestari    | Lygie          | s.t.     |
| 4    | Francesco Lucchesi | Asborno-Fréjus | s.t.     |
| 5    | Armando Pellegrini | Faema          | a 17"    |
| 6    | Oreste Magni       | Leo-Chlorodont | s.t.     |
| 7    | Mario Bampi        | -              | s.t.     |
| 8    | Luigi Zaimbro      | -              | s.t.     |
| 9    | Mario Mori         | Arbos-Bif      | s.t.     |
| 10   | Cesare Girardini   | Faema          | s.t.     |